# CLISP
CLISP — реализация языка программирования Common Lisp. Является свободным программным обеспечением, доступным на условиях лицензии GPL, и частью проекта GNU.
В состав CLISP входят интерпретатор, компилятор байт-кода, отладчик, а также интерфейс сокетов, интерфейс для стыковки с другими языками программирования, сильная поддержка интернационализации и объектные системы (CLOS и MOP).
CLISP написан на языках программирования C и Common Lisp.

## История
Начало CLISP было положено в апреле 1987 года немецкими студентами Бруно Хайбле (Bruno Haible) и Майклом Штоллем (Michael Stoll), которые написали первую версию для Atari ST на Common Lisp и языке ассемблера процессора Motorola 68000.
9 октября 1992 была выпущена версия 2.0 — первая версия CLISP для Linux.
Начиная с версии 2.1, вышедшей 1 января 1993, CLISP стал распространяться на условиях лицензии GPL. Одновременно, помимо версий для Atari ST и Linux, были выпущены версии для платформ Amiga 500 и 2000, а также для операционных систем OS/2 и MS-DOS. Изначально, правда, авторы не намеревались выпускать CLISP под GPL, однако CLISP использовал библиотеку GNU readline и, следовательно, мог распространяться только на условиях GPL. В результате электронной переписки с Ричардом Столлманом Бруно Хайбле принял решение не отказываться от использования GNU readline и распространять CLISP на условиях лицензии GPL.

## Портируемость
CLISP весьма переносим, он запускается на всех Unix-подобных операционных системах, а также на Microsoft Windows.

## Применение
Пол Грэм использовал CLISP для создания программного обеспечения Viaweb, позволявшего пользователям создавать свои собственные интернет-магазины. Летом 1998 года Viaweb был приобретён компанией Yahoo!.